# Giovanni Nuvoli
Giovanni Nuvoli (Alghero, 15 tháng 12 năm 1953 - Alghero, ngày 23 tháng 7 năm 2007) là một người Ý cựu trọng tài bóng đá người bị của xơ cứng cột bên teo cơ từ năm 2001. Với sự giúp đỡ của Associazione Luca Coscioni, ông đã chiến đấu cho mình quyền được chết nhưng cố gắng của ông chết êm dịu đã bị chặn lại bởi các nhà chức trách vào ngày 13, 2007. Ông bắt đầu một cuộc tuyệt thực vào ngày 16 tháng 7 năm 2007, và sau đó ông qua đời vào ngày 23. Vụ việc làm dấy lên tranh cãi trong Ý, cũng bởi vì nó giống với Piergiorgio Welby.